# Brauerei Zur blauen Traube (Michel)

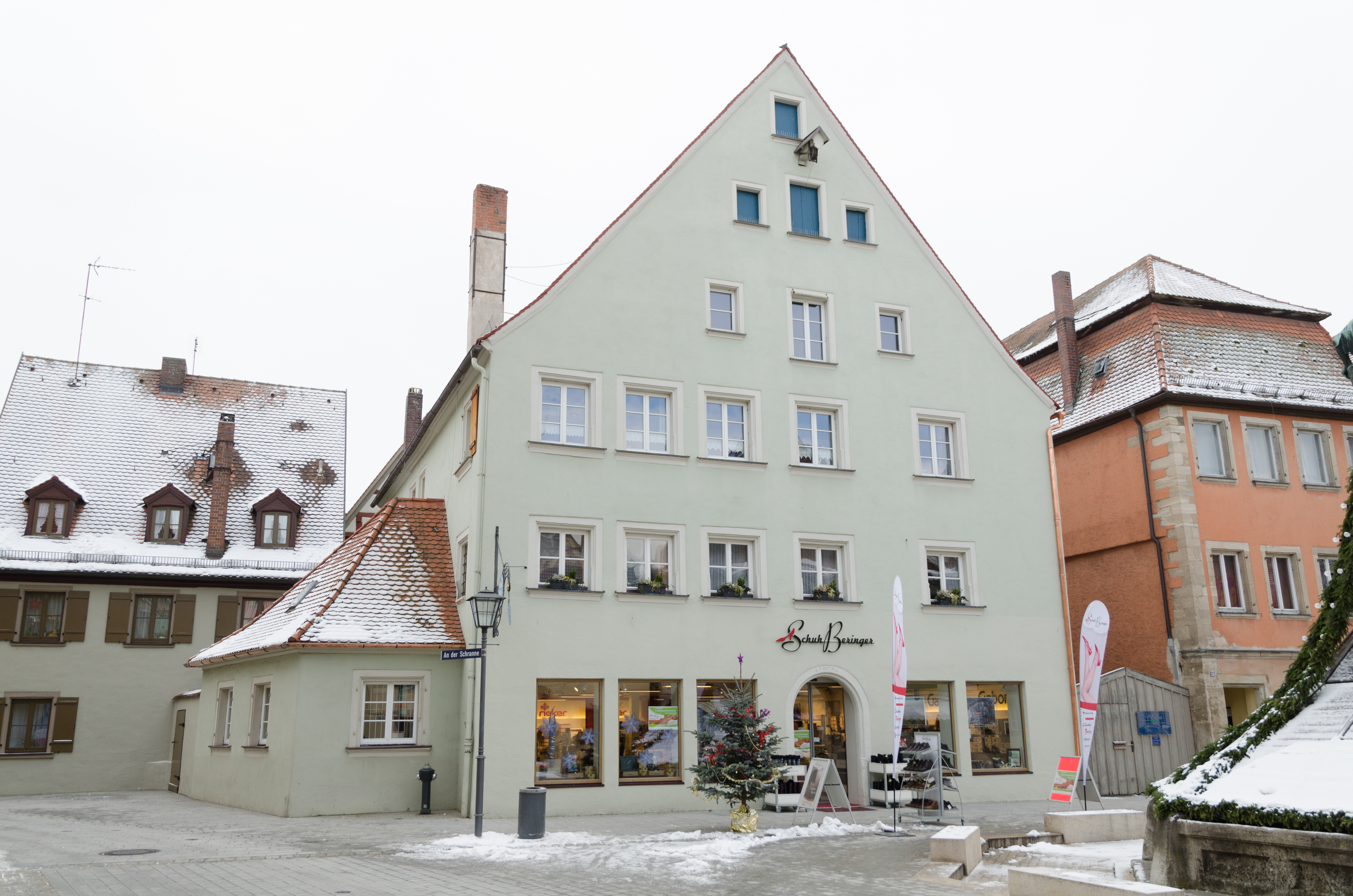
Luitpoldstraße 28

Zur blauen Traube war eine Brauerei in Weißenburg in Bayern, einer Großen Kreisstadt im mittelfränkischen Landkreis Weißenburg-Gunzenhausen. Die Brauerei war im Gebäude Luitpoldstraße 28, Ecke Zur Schranne beheimatet.

## Geschichte
1774 erwarb Bäckermeister Johann Georg Übeleisen das Haus und richtete eine Gaststätte ein. 1774 erhielt er die Genehmigung zur Errichtung einer Braustätte. Damit ist die Blaue Traube nach dem Goldenen Löwen die zweite Brauerei, die diese Erlaubnis zum Brauen von „braunem Bier“ in Weißenburg erhielt. Ab 1836 ist die „Blaue Traube“ im Besitz der Familie Michel, bis 1868 führt Johann Michel die Brauerei, ihm folgt Wilhelm Michel bis 1901, sein Sohn Wilhelm führt das Unternehmen bis zur Fusion mit der Brauerei Mack zur neuen Brauerei Mack & Michel. Da die Braustätte in die Räume der Brauerei Mack umzog, wurde die Blaue Traube als Gaststätte weitergeführt. 1975 wurde die Gaststätte aufgegeben und das Gebäude zu einem Geschäftshaus umgebaut.

## Sommerkeller
Mit der Erlaubnis, „brauens Bier“ brauen zu dürfen, benötigte die Blaue Traube auch einen Sommerkeller, diesen ließ Übeleisen 1776 knapp unterhalb des heutigen Araunerskellers graben. Dieser Keller wurde nie als Gaststätte genutzt.